# Christian B. Anfinsen
Christian Boehmer Anfinsen Jr. (26 de marzo de 1916 – 14 de mayo de 1995) fue un bioquímico estadounidense. Compartió el Premio Nobel de Química de 1972 con Stanford Moore y William Howard Stein por su trabajo sobre la ribonucleasa, especialmente en lo relativo a la conexión entre la secuencia de aminoácidos y la conformación biológicamente activa (véase Dogma de Anfinsen).

## Antecedentes
Anfinsen nació en Monessen (Pensilvania), en el seno de una familia de inmigrantes noruego-estadounidenses. Sus padres fueron Sophie (de soltera Rasmussen) y Christian Boehmer Anfinsen Sr., ingeniero mecánico. La familia se trasladó a Filadelfia en la década de 1920. En 1933 ingresó en el Swarthmore College, donde jugó en el equipo universitario de fútbol americano y obtuvo la licenciatura en química en 1937.
En 1939 obtuvo una maestría en química orgánica por la Universidad de Pensilvania y fue galardonado con una beca de la American-Scandinavian Foundation para desarrollar nuevos métodos de análisis de la estructura química de proteínas complejas, concretamente enzimas, en el Laboratorio Carlsberg en Copenhague (Dinamarca). En 1941, Anfinsen recibió una beca universitaria para estudios de doctorado en el Departamento de Química Biológica de la Facultad de Medicina de Harvard, donde obtuvo el doctorado en bioquímica en 1943. Durante la Segunda Guerra Mundial trabajó para la Office of Scientific Research and Development.
Anfinsen tuvo tres hijos con su primera esposa, Florence Kenenger, con la que estuvo casado de 1941 a 1978. En 1979 se casó con Libby Shulman Ely, con quien tuvo cuatro hijastros, y se convirtió al judaísmo ortodoxo. Sin embargo, Anfinsen escribió en 1987 que «mis sentimientos sobre la religión aún reflejan fuertemente un período de cincuenta años de agnosticismo ortodoxo».
Sus documentos fueron donados a la Biblioteca Nacional de Medicina por Libby Anfinsen entre 1998 y 1999.
Anfinsen se convirtió al judaísmo y fue judío desde entonces.

## Carrera

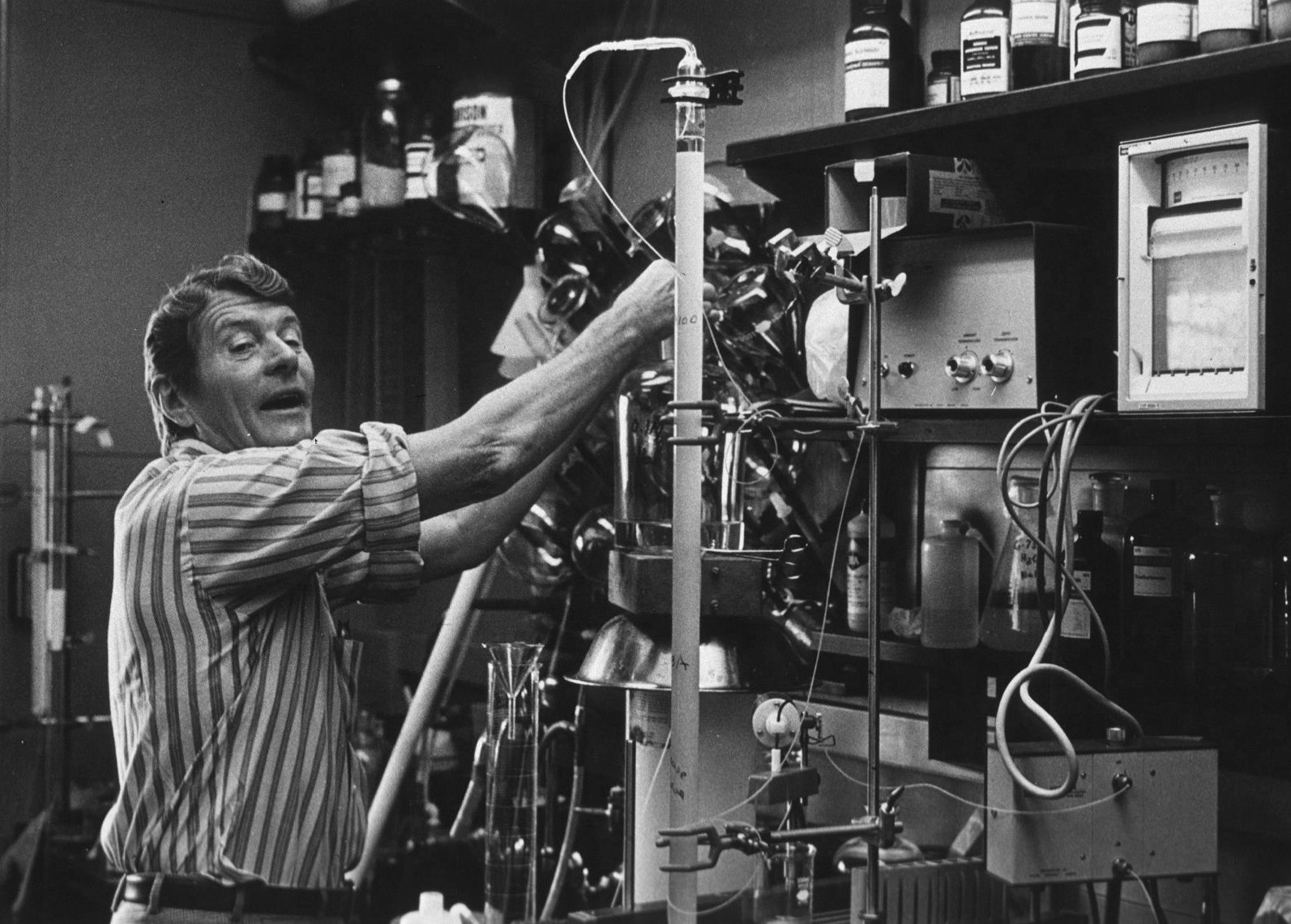
Anfinsen en el laboratorio

En 1950, el National Heart Institute, parte de los National Institutes of Health en Bethesda (Maryland), reclutó a Anfinsen como jefe de su laboratorio de fisiología celular. En 1954, una beca de la Fundación Rockefeller le permitió regresar al Laboratorio Carlsberg por un año y otra de la Fundación Guggenheim le permitió estudiar en el Instituto Weizmann de Ciencias en Rejovot (Israel) de 1958 a 1959. Fue elegido miembro de la American Academy of Arts and Sciences en 1958.
En 1962, Anfinsen regresó a la Facultad de Medicina de Harvard como profesor visitante y fue invitado a ser presidente del departamento de química. Posteriormente fue nombrado jefe del laboratorio de biología química en el Instituto Nacional de Artritis y Enfermedades Metabólicas (actual Instituto Nacional de Artritis, Diabetes y Enfermedades Digestivas y Renales), donde permaneció hasta 1981. En 1981 se convirtió en miembro fundador del Consejo Cultural Mundial. Desde 1982 hasta su muerte en 1995, Anfinsen fue profesor de Biología y Bioquímica (Física) en la Johns Hopkins.

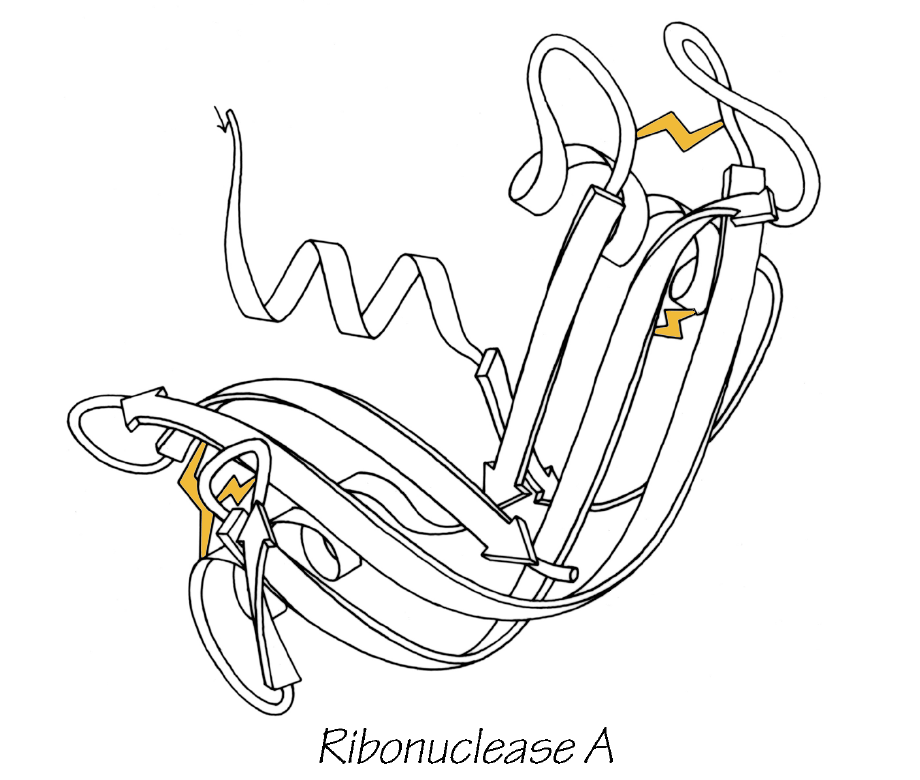
Estructura 3D de la ribonucleasa A, con enlaces SS en dorado

Anfinsen publicó más de 200 artículos originales, en su mayoría sobre las relaciones entre estructura y función en proteínas, así como un libro, The Molecular Basis of Evolution (1959), en el que describió las relaciones entre química de proteínas y genética y el potencial de estas áreas para comprender la evolución. También fue pionero en ideas sobre la compactación de ácidos nucleicos. En 1961 demostró que la ribonucleasa podía replegarse después de la desnaturalización manteniendo la actividad enzimática, sugiriendo así que toda la información necesaria para que la proteína adopte su conformación final está codificada en su secuencia de aminoácidos. Perteneció a la Academia Nacional de Ciencias de Estados Unidos, a la Real Academia Danesa de Ciencias y Letras y a la Sociedad Filosófica Estadounidense.

## Premio Christian B. Anfinsen
Establecido en 1996, el Premio Christian B. Anfinsen se concede anualmente a científicos distinguidos. Los premios reconocen la excelencia y los logros sobresalientes en los campos multidisciplinarios de la ciencia de proteínas, así como contribuciones distinguidas en liderazgo, educación o servicio. Está patrocinado por The Protein Society y reconoce logros técnicos significativos en el campo de la ciencia de proteínas.
Premiados anteriores:
- Donald Hunt (1996)
- Wayne Hendrickson (1997)
- James Wells (1998)
- Alan Fersht (1999)
- Stephen Benkovic (2000)
- Martin Karplus (2001)
- Roger Tsien (2002)
- Ada Yonath (2003)
- Meir Wilchek (2004)
- Matthias Mann (2005)
- John R. Yates, III (2006)
- Carl Frieden (2007)
- Carol V. Robinson (2008)
- Wayne Hubbell (2009)
- Yoshinori Fujiyoshi (2010)
- D. Wayne Bolen (2011)
- Barry Honig (2012)
- Tom Alber (2013)
- Robert Tycko (2014)
- Sachdev Sidhu (2015)
- Andreas Plückthun (2016)
- Lewis Kay (2017)
- Yifan Cheng (2018)
- Anthony Kossiakoff (2019)
- Stephen Sligar (2020)
- Petra Fromme (2021)
- Jin Zhang (2022)
- Mei Hong (2023)

## Obras seleccionadas
- The Molecular Basis of Evolution (1959)
- Editor, Advances in Protein Chemistry[13]

## Lectura adicional
- Perfil autobiográfico
- Obituario en The Independent
- Obituario de Johns Hopkins
- Documentos y perfil en el sitio del National Institute of Health
- Entrada en Complete Dictionary of Scientific Biography en Encyclopedia.org